# География на Мексико
Мексико е държава в югозападната част на Северна Америка, между Тихия океан на запад и юг и Мексиканския залив на изток. Страната заема южните части на Кордилерите на Северна Америка и частично Кордилерите на Централна Америка. Площта на Мексико възлиза на 1 972 550 km², а населението към 1 януари 2022 г. – 129 151 000 души. Столица е град Мексико.

## Граници, брегове
Общата дължина на сухоземните граници (в т.ч. и речни и езерни) на Мексико е 4336 km. На север граничи със САЩ (дължина на границата 3115 km), а на югоизток с Гватемала (962 km) и Белиз (259 km). Общата дължина на бреговата линия на Мексико е 9904 km. На изток бреговете на страната се мият от водите на Мексиканския залив на Карибско море, които са предимно ниски, на места лагунни (най-големи лагуни Мадре, Тамяуа, Терминос, Ялаау, Асунсион, Еспириту Санто, Четумал) и са с дължина 2756 km. На запад и юг бреговете на Мексико се мият от водите на Тихия океан с дължина на бреговата линия 7148 km. Те са предимно високи, като тук далеч на север в сушата се вдава Калифорнийския залив, отделящ големия полуостров Калифорния от континента.
Крайни точки:
- крайна северна точка – 32°43′07″ с. ш. 114°43′14″ з. д. / 32.718611° с. ш. 114.720556° з. д., десен бряг на река Колорадо, на границата със САЩ.
- крайна южна точка – 14°32′04″ с. ш. 92°13′29″ з. д. / 14.534444° с. ш. 92.224722° з. д., десен бряг на река Сучате, на границата с Гватемала.
- крайна западна точка – 32°29′07″ с. ш. 117°07′26″ з. д. / 32.485278° с. ш. 117.123889° з. д., на брега на Тихия океан, при град Тихуана.
- крайна източна точка – 20°35′31″ с. ш. 86°43′02″ з. д. / 20.591944° с. ш. 86.717222° з. д., нос Молос, на остров Косумел в Карибско море.

## Релеф
Голяма част от територия на Мексико се заема от Мексиканската планинска земя с ограждащите я брегови низини. На северозапад е разположен планинския полуостров Калифорния, на юг – планинската област Чиапас и планината Южна Сиера Мадре и на югоизток – низинния полуостров Юкатан. Преобладаващите височини в Мексиканската планинска земя са от 1000 до 2000 m, която е съставена от многочислени широки и плоски акумулативни котловини (т.нар. болсони) и отделни, предимно къси планински хребети. Западните и източните периферии на Мексиканската планинска земя са издигнати и образуват високи планински хребети със стръмни върхове и полегати вътрешни и стръмни външни склонове. На изток се простира Източна Сиера Мадре (връх Пеня Невада 4054 m), на запад – Западна Сиера Мадре (връх Чорерас 3150 m), на юг – Напречна Вулканическа Сиера с действащите вулкани Орисаба (5700 m), Попокатепетъл (5452 m), Колима (3846 m) и др. Полуостров Калифорния е съставен от планински масиви с височина 800 – 1000 m (максимална връх Ла Енкантада 3078 m). Южната част на страната е отделена от Мексиканската планинска земя от дълбоката долина на река Балсас, южно от която лежи планината Южна Сиера Мадре, състояща се от хребети с височина около 3000 m (максимална връх Тестепек 3703 m). На провлака Теуантепек планините се снижават до 300 m височина, бреговата низина на Мексиканския залив се разширява и далеч на изток заема почти целия полуостров Юкатан. Продължението на планините на югоизток от провлака се явява вулканичния масив Сиера Мадре де Чиапас (3142 m), който продължава и в Гватемала с още по-високи върхове.

## Геоложки строеж, полезни изкопаеми
Голяма част от територията на Мексико попада в нагънатия пояс на Кордилерите, а източното крайбрежие и полуостров Юкатан представляват участък от млада платформа с палеозойска седиментна основа, препокрита с чехъл от мезозойски, палеогенови и неоген-антропогенови наслаги, които образуват полегати потъвания и издигания (някои от издиганията са богати на нефтени и газови залежи). В строежа на Западна и Южна Сиера Мадре участват кристалинни и метаморфни скали от горния докамбрий и палеозоя, образуващи отделни големи масиви, с юрски, кредни и мощни вулканични слоеве. Многочислени са гранитните интрузии с кредна и палеогенова възраст. Източна Сиера Мадре е образувана от система от гънки, изградени от юрски и кредни варовици без вулканични пластове. Тук има малки изходи на кристалинни палеозойски скали, внедрени сред много по-млади седименти. Мексиканската планинска земя е покрита с лавово-туфов чехъл образуван през олигоцена и миоцена. Покрай Напречната Вулканична Сиера, ограничаваща от юг Мексиканската планинска земя се простира широка зона от големи разломи, към които са привързани действащите вулкани (в т.ч. възникналия през 1943 г. вулкан Парикутин). Нагънатите структури на Кордилерите са се образували през алпийската орогенеза в края на кредата и началото на палеогена, а многочислените нови падини и грабени са запълнени с моласи през неогена и антропогена. Южната част на полуостров Калифорния е изградена от палеогенови и неогенови наслаги и се отнасят към областта на младото (неогеново) нагъване на Тихоокеанската зона.
В Мексико има находища на нефт и газ, руди на цветни метали, свързани с магматизма и вулканизма през неогена и палеогена. Нефтените находища образуват голям нефтогазоносен басейн. Находищата на цветни метали (мед, олово, цинк, сребро, живак, арсен, антимон, кадмий, бисмут, калай, волфрам, злато) са разположени в пределите на мексиканската планинска земя, Западна, Източна и Южна Сиера Мадре. С високото съдържание на полезните компоненти в рудите се характеризират находищата на олово, сребро, мед и цинк, привързани към мезозойските варовици. На североизток има находища на каменни въглища, железни и уранови руди, сяра и др.

## Климат
Голяма част от територията на Мексико попада в тропичния пояс, а на север – в субтропичния пояс, а климатът се изменя в зависимост от характера на релефа. От изток и юг в Мексико проникват влажни тропични въздушни маси, обилно напояващи наветрените склонове на планините. Северозападната част на страната е подложен на ветрове, духащи от централните части на Северна Америка и има сух континентален климат. Средната януарска температура се колебае от 10°С на северозапад до 25°С на юг. Във връзка с проникването на студен въздух от север в Мексиканската планинска земя се наблюдават температури до -20°С. Средната юлска температура е от 15°С във вътрешните равнинни части на планинската земя до 30°С на брега на Калифорнийския залив. Годишното количество на валежите варира от 100 – 200 mm на север и по подветрените склонове на планините на юг до 2000 – 3000 mm по южните наветрени склонове.

## Води
Територията на Мексико попада в 3 основни водосборни басейна: Атлантически, Тихоокеански и безотточни вътрешни райони. На югоизток речната мрежа е гъста, а на северозапад – много рядка. В някои вътрешни сухи части на Мексиканската планинска земя, а също в изградения с варовици полуостров Юкатан повърхностен отток почти липсва. На югоизток реките са къси, имат бързо течение, значително пълноводие през лятото и притежават големи хидроенергийни запаси. Реките на северозапад са много по-дълги, но са моловодни и повечето от тях вследствие на сухия климат намаляват своя отток, а в долните си течения водите им масово се използват за напояване. Режимът им зависи от непостоянно падащите валежи. Най-големите реки в Мексико са: Рио Гранде (3051* km), Колорадо (2334* km), Кончос (910 km), Балсас (724 km), Лерма (708 km), Усумасинта (560 km), Пануко (510 km), Грихалва (480 km), Рио Гранде де Сантяго (443 km), Сото ла Марина (416 km), Сонора (400 km), а най-големите езера – Чапала (1112 km²), Куицео (400 km²), Пацкуаро (126 km²).

## Почви, растителност, животински свят, защитени територии
На северозапад преобладават сивоземните и примитивните пустинни почви, в повечето планински райони – планински сиво-кафеникави, кафеникави, червени саванни и планински кафяви горски, а в равнините – сиво-кафеникави, червено-кафеникави, червени саванни и блатни почви.
Растителността на Мексико е разнообразна и много богата на видове (около 12 000 вида висши растения, като 2/3 от тях са ендемични). В по-голямата част на Мексиканската планинска земя, и, особено на север преобладават полупустините и пустините със своеобразна ксерофилна флора, а също и множество храсти от семейство мимозови и др. Растителността в южните части на планинската земя и в обграждащите я брегови низини е предимно саванна, състояща се от сухолюбиви треви и участъци заети от бодливи храсти. В планините, ограждащи планинската земя, преобладават широколистните и смесените гори, съставени от дъб, габър, липа, бор, ела и др. В южните и югоизточните части на Мексико растат предимно тропически гори, по източните склонове – влажни вечнозелени, по западните – сухолюбиви, предимно иглолистни, а в подножията на планините – широколистни.
Животинският свят на Мексико принадлежи към 2 зоогеографски области: Неоарктична – на северозапад и в Мексиканската планинска земя и Неотропична – на юг и в низините разположени южно от Северната тропична окръжност. В полупустините и пустините най-характерните животни са гризачите – земеровка, койот; в планинските гори на Мексиканската планинска земя – черна мечка, ивичест енот, червен рис, пума; в саваните – елен, мравояд, дървесно бодливо свинче; в тропичните гори на юг – 2 вида маймуни, тапир, ягуар.
Защитените територии в Мексико са множество и са представени от национални паркове, резервати, ловни паркове и др., като най-големите национални паркове са: „Каньон дел Рио Бланко“, „Кумбрес де Монтерей“, „Ла Малинче“, „Невадо де Толука“, „Сиера де Сан Педро Мартир“, „Танситаро“.

## Природни райони
В зависимост от географската ширина, релефа, климата и растителността територията на Мексико се поделя на 5 природни района:
- Планини и низини в южните части на Мексико – тясна ивица суша между Тихия и Атлантическия океан, характеризираща се с разнообразен релеф, влажен тропичен климат и широко разпространение на вечно зелени тропични гори;
- Полуостров Юкатан – представлява карстово плато, със слабо развита речна мрежа, обрасло с храстова и дървесна тропична растителност;
- Мексиканска планинска земя – състои се от планинска нагъната област на запад и юг и плато на североизток. Климатът е планински тропичен и субтропичен, а растителността полупустинна и пустинна на платото, горска и ливадна по склоновете на планините;
- Низини – 1. край бреговете на Мексиканския залив – плоска, на места заблатена низина, с горещ климат, умерено влажен на север и много влажен на юг, с храстова и горска растителност. 2. край бреговете на Калифорнийския залив – тясна низинна ивица, със сух климат, заета предимно от пустини;
- Полуостров Калифорния – тясна ивица от гранитни хребети, редуващи се с участъци от брегови низини. Климатът е субтропичен и тропичен, растителността е пустинна и полупусиннна, а по склоновете на планините виреят редки дъбово-борови гори.[1]